# Димитър Чуков
Димитър Николов Чуков, е български учител и политик, кмет на Дупница (1894 – 1896).

## Биография
Роден е през 1838 г. в Дупница в семейството на кожухар и земеделец. Майка му е от рода на Христаки Павлович. Първоначално завършва начално училище в родния си град. От 1853 до 1855 г. е помощник на Георги Икономов. От 1855 до 1856 г. е учител в Самоков. Между 1857 и 1859 г. учи в класното училище в София при Сава Филаретов. След това от 1860 до 1863 г. учи в гимназията в Белград, като стипендиант на сръбския княз Милош Обренович.
Той е първия дупничанин със средно образование. Чуков е един от основателите на класно училище в Дупница. Присъствието му в училището издига нивото на преподаване в него и затвърждава успехите му. Противоречията му обаче с Димитър Бисеров предизвикват напрежение в училището и сред гражданството. Чуков учителства в Дупница (1863 – 1868), Горна Джумая (1869 – 1870) и отново Дупница (1870 – 1875). През 1874 г. участва в Самоковския епархиален учителски събор. Между 1875 и 1877 г. е член на девие-меджлиса в Дупница.
След Освобождение на България е назначен за председател на окръжния съд в Дупница. Народен представител е в Учредителното събрание „по звание“, Първото велико народно събрание и Осмото обикновено народно събрание. От 1894 до 1896 г. е кмет на Дупница. Консерватор, по-късно член на Прогресивнолибералната партия.
Умира през 1904 г. в Дупница.